# Bela krajina
Bela krajina, područje u jugoistočnoj Sloveniji uz granicu s Hrvatskom, smještena između rijeke Kupe na jugu i istoku te Žumberačke gore na sjeveru. Najvažnija naselja su Črnomelj (14717 st.), Metlika (8419 st.) i Semič (3862 st.).
Područje ima dinarsko-krška obilježja, a klima je umjereno kontinentalna. Stanovništvo čine većinom Slovenci, uz određen broj Hrvata i Srba. Tijekom srednjeg vijeka, Bela krajina je do 13. stoljeća pripadala Hrvatskoj i nalazila se pod crkvenom jurisdikcijom Zagrebačke biskupije, da bi od druge polovice 13. stoljeća bila priključena Kranjskoj i potpala pod nadležnost Akvilejske patrijaršije. U 14. stoljeću pripala je Habsburgovcima.

## Povijest
Tijekom osmanske prijetnje u 16. stoljeću, područje Bele krajine naselile su izbjeglice iz hrvatskih krajeva, osobito uskoci, zbog čega se izmijenio etnički sastav tog teritorija. Zašto se stanovništvo Bele krajine u ranom novom vijeku samo označavalo Hrvatima te svoj jezik nazivalo hrvatskim, pisao je o tome već u 17. stoljeću polihistor Janez Vajkard Valvasor u svom monumentalnom radu Slava Vojvodine Kranjske (1689.). Kranjskim Hrvatima namijenio je čak posebno poglavlje, a jezik, nošnju i običaje ljudi u Beloj krajini označio kao hrvatske i na više drugih mjesta. Potkraj stoljeća (1795.) u izvoru crkvene provenijencije govor Župe Vinica na krajnjem jugu Bele krajine označen je hrvatskim lingvonimom dok se u vremenskom raspon između 1643. i 1712. intelektualci podrijetlom iz Bele krajine, odnosno povijesne Metlike u matičnim knjigama sveučilištâ u Grazu i Beču većinom izjašnjavaju Hrvatima. U spomenutom rasponu od 70 godina čak je 88% studenata opredijeljenih kao Hrvati (Croata) (30 od ukupno 34), a samo četvoricu u matičnim knjigama obaju sveučilišta nalazimo upisane kao Kranjce (Carniolus).